# Melchior Joller
Melchior Joller, né le 31 décembre 1817 ou vers le 1er janvier 1818 à Stans (originaire de Dallenwil) et mort le 9 novembre 1865 à Rome, est un avocat, journaliste et homme politique suisse, représentant du radicalisme. 
Il est député du canton de Nidwald au Conseil national de fin 1857 à fin 1860. 

## Biographie

### Origines et famille
Melchior Joller ou Joh. Melchior Al. Joller naît le 31 décembre 1817 ou vers le 1er janvier 1818 à Stans, dans le canton de Nidwald. Il est originaire de Dallenwil, dans le même canton.
Son père, Jakob, est agriculteur et marguillier. Il est le petit-fils de Veronika Gut, figure de la résistance du canton de Nidwald à la République helvétique et au Pacte fédéral de 1815.
Il épouse en 1842 Karoline Wenz, fille d'un clerc à Fribourg-en-Brisgau, en Allemagne. Ils ont sept enfants : quatre garçons et trois filles.

### Études
Après l'école latine à Stans de 1829 à 1833, il étudie au gymnase à Lucerne jusqu'en 1836 puis fait des études de droit à l'université de Fribourg-en-Brisgau jusqu'en 1841.

### Parcours professionnel et politique
Il exerce le métier d'avocat à partir de 1841 et celui d'agriculteur, en parallèle, à partir de 1845, tout en s'engageant en politique au sein du mouvement radical.
Fondateur en 1844 du premier journal du canton de Nidwald, l'hebdomadaire Nidwaldner Wochenblatt, il cherche à diffuser l'idéologie libérale, progressiste et favorable à l'État fédéral. Après treize numéros, le journal est interdit sur pression du clergé. Il reparaît après la guerre du Sonderbund et la création de l'État fédéral de 1848, jusqu'en 1857. 
Il tente d'influencer la rédaction de la nouvelle Constitution nidwaldienne. Comme avocat, il lutte pour un droit pénal plus humain. Ayant réussi à éviter la condamnation à mort d'un meurtrier, il défend l'idée qu'il est désormais moralement impossible, du fait de ce précédent, de prononcer cette peine dans le canton de Nidwald. 
La Landsgemeinde l'élit de manière inattendue au Conseil national en 1857, où il siège avec les libéraux-radicaux jusqu'à la fin de la législature, le 2 décembre 1860,. 

### Autres activités
Il est président de la Société théâtrale de Stans de 1851 à 1852 et membre de la commission de l'imprimerie Vereinsdruckerei en 1852. 
Secrétaire de la Société cantonale des carabiniers de 1854 à 1863, il est l'un des principaux organisateurs de la Fête fédérale de tir qui a lieu à Stans en 1861 dans un esprit de réconciliation nationale.

### Phénomènes paranormaux

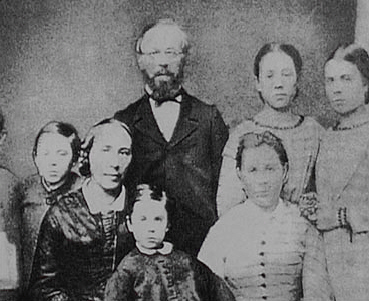
Photographie de la famille Joller vers 1857.

D'étranges phénomènes paranormaux se produisent dans sa maison, appelée Spichermatt, à partir de l'été 1862 (fantômes, fenêtres et portes qui s'ouvrent et se ferment jusqu'à se briser, meubles renversés, pierres qui tombent sur les enfants),. Des centaines de personnes en sont témoins et la presse s'en fait l'écho jusqu'à l'étranger. Les autorités font même déménager la famille pendant trois jours à partir du 27 août et surveiller la maison par la police, qui ne constate cependant rien d'anormal. La maison hantée, rasée en 2010,,, fait l'objet d'un documentaire coproduit par ZDF et Arte en 2003, intitulé Das Spukhaus, sur la base du livre de témoignage de 1863 de Melchior Joller. Un des experts interrogés émet l'hypothèse que le sous-locataire vivant dans la partie arrière de la maison aurait tout mis en scène pour obtenir le départ de la famille Joller, qui était alors fortement endettée. La légende, elle, veut que ce soit la grand-mère de Melchior Joller, Veronika Gut, qui cherchait à punir son petit-fils aux idées trop libérales,. 

### Déménagement et décès
Ne pouvant plus mener une vie normale à Stans, où il fait l'objet de rumeurs et de moqueries, Melchior Joller s'établit avec sa famille à Zurich en automne 1862, puis à Rome, où il s'engage dans le corps des zouaves pontificaux et demande en vain audience au pape pour lui raconter son histoire.
Il meurt le 9 novembre 1865 à Rome, appauvri et brisé.

## Ouvrage
- (de) Darstellung selbsterlebter mystischer Erscheinungen, Zurich, F. Hauke, 1863, 91 p. (lire en ligne)